# Henk Jaap Beentje
Henk Jaap Beentje ( Bakkum, 1951 ) es un botánico, y pteridólogo neerlandés, que ha trabajado extensamente en la flora de Kenia.
En 1978 obtuvo un doctorado en biología en la Universidad de Ámsterdam. Y el 3 de diciembre de 1982 recibió otro doctorado en la Universidad Agraria de Wageningen, con la tesis titulada "Monografía sobre Strophanthus DC. (Apocynaceae).
Desde 1975, es botánico activo en África; y entre 1984 y 1989 fue investigador en el Herbario de África oriental, que forma parte de los Museos Nacionales de Kenia. Desde 1995, es investigador en el herbario del Real Jardín Botánico de Kew; dedicándose a investigaciones, principalmente de las especies africanas de las familias de las compuestas y de las palmeras. En el ámbito de las palmas, trabajó mucho con John Dransfield (1945-). También se desempeña como editor de diversas publicaciones de la flora tropical de África oriental.

## Algunas publicaciones
- malcolm Coe, henk Beentje, rosemary Wise. 1992. A Field Guide to the Acacias of Kenya. Oxford University Press, ISBN 0198584113
- henk Beentje, joy Adamson, dhan Bhanderi. 1994. Kenya Trees, Shrubs, and Lianas. National Museums of Kenya, ISBN 9966986103
- john Dransfield , henk j. Beentje, margaret Tebbs, rosemary Wise. 1995. The Palms of Madagascar. Royal Botanic Gardens, Kew, ISBN 0947643826
- --------------, --------------. adam Britt, tianjanahary Ranarivelo, jeremie Razafitsalama. 2006. Field Guide to the Palms of Madagascar, Kew Publishing, ISBN 1842461575

## Honores
- Miembro de la Sociedad Linneana de Londres

- La abreviatura «Beentje» se emplea para indicar a Henk Jaap Beentje como autoridad en la descripción y clasificación científica de los vegetales.[1]